# Microporella hyadesi
Microporella hyadesi är en mossdjursart som först beskrevs av Jullien 1888.  Microporella hyadesi ingår i släktet Microporella och familjen Microporellidae. Inga underarter finns listade i Catalogue of Life.